# Gąsocin (stacja kolejowa)
Gąsocin – stacja kolejowa w Gąsocinie, w województwie mazowieckim, w Polsce.

## Historia
Przez Gąsocin, który dawniej nazywany był osadą kolejarską przebiegała nadwiślańska linia kolejowa. Prowadziła ona od Warszawy przez Ciechanów (na tym odcinku znajdował się Gąsocin), Mławę i dalej w głąb Prus Wschodnich. Tuż przy torach w 1877 roku wzniesiono budynek dworca kolejowego według XIX-wiecznej architektury rosyjskiej.
W 2006 rozpoczęto remont dworca, który został przerwany w 2009 roku. Od tego czasu budynek dworca, jedynie prowizorycznie zabezpieczony, powoli niszczeje.

## Ruch pasażerski[1]
| Rok  | Wymiana pasażerska na dobę |
| ---- | -------------------------- |
| 2017 | 500–699                    |
| 2018 | 500-699                    |
| 2019 | 700-999                    |
| 2020 | 500-699                    |
| 2021 | 500-699                    |
| 2022 | 700–999                    |
| 2023 | 700-999                    |

## Połączenia
| Przewoźnik         | Linia | Trasa                                                |       |
| ------------------ | ----- | ---------------------------------------------------- | ----- |
| Koleje Mazowieckie | R90   | Warszawa Zachodnia – Gąsocin – Ciechanów – Działdowo | [ 4 ] |